# Historia de la nobleza en Ecuador

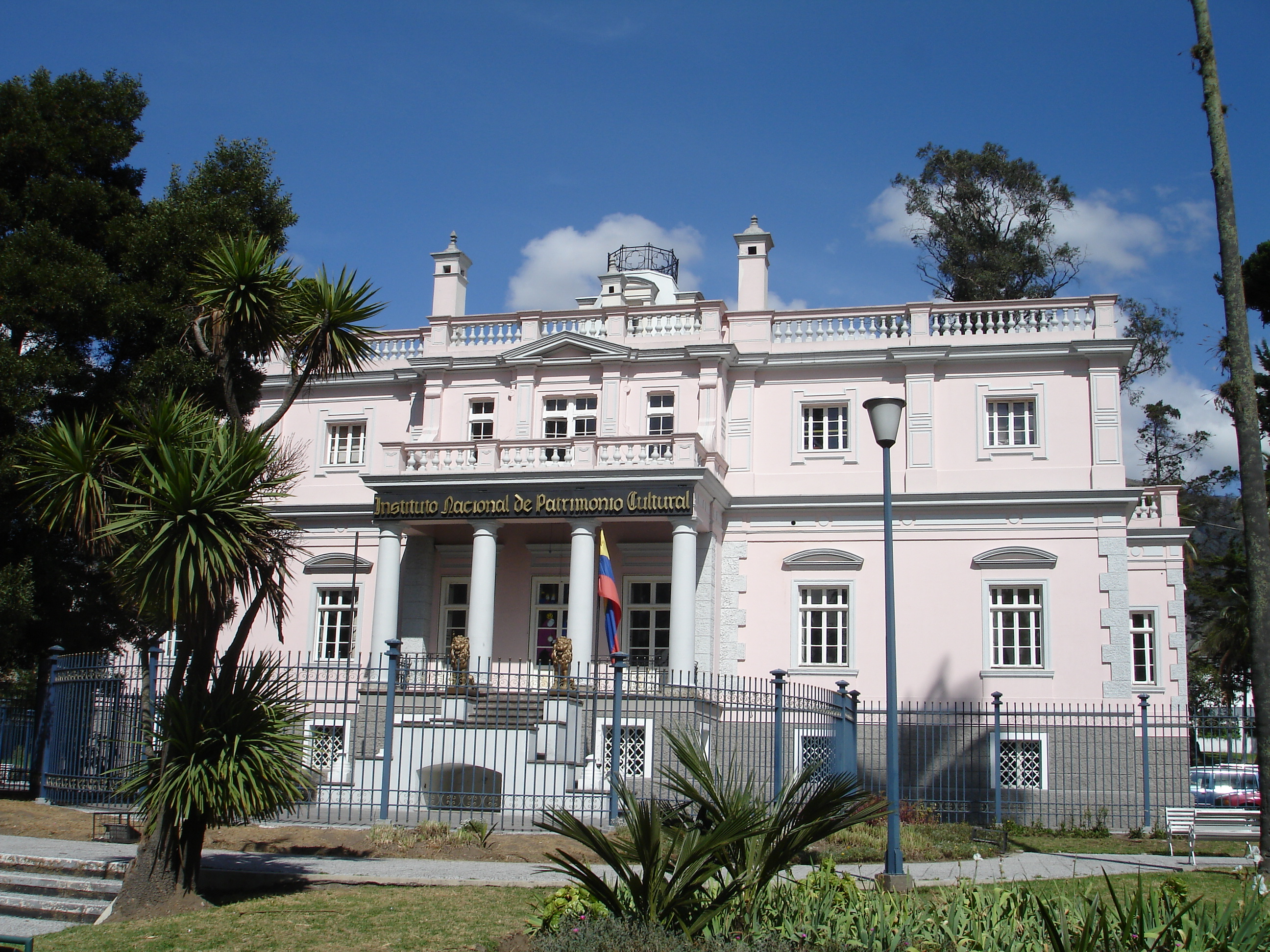
Palacio de La Circaciana, también conocido como Palacio Jijón Caamaño, propiedad de la familia Jijón, símbolo de la nobleza en Ecuador por sus miembros notables como Miguel de Jijón, Antonio Flores Jijón y Jacinto Jijón y Caamaño.

La historia de la nobleza en Ecuador narra los hechos acontecidos alrededor de la nobleza tanto en el periodo prehispánico, hispánico como republicano. Se centra en los distintos métodos de estratificación social que existieron a lo largo de la historia, así como en el otorgamiento de títulos nobiliarios específicos como marquesados, ducados, condados bajo la monarquía española.

## Periodo prehispánico
Existe un debate acerca de la existencia de una nobleza prehispánica en Ecuador que gira alrededor de los escritos del padre Juan de Velasco sobre ciertas "dinastías quitu-cara" que mandaban en el Reino de Quito. Estas afirmaciones con el tiempo fueron refutadas, con el progreso de las investigaciones históricas y arqueológicas sucesivas. En la actualidad se reconce la existencia caciques dentro de los señoríos étnicos que tuvieron importancia durante los años anteriores a la invasión inca y la conquista española, como incluso después cuando se empezaron a emitir los títulos de gobernación sobre territorios específicos.
En concreto, la presencia de nobleza indígena en el actual territorio ecuatoriano empieza formalmente con la invasión incaica a los andes septentrionales. Sería a través de los incas Huayna Capac y Atahualpa que una nobleza reconocida por un estado forme parte de la historia ecuatoriana. Si bien sobre ambos incas todavía se discute su lugar de nacimiento, es decir si ocurrió en Cuzco o en territorio que actualmente pertecene a Ecuador, el desarrollo de sus vidas les ligó a la historia de dicho país. En concreto las alianzas que tejió Atahualpa con la cultura Quitu, así como las distintas esposas que tuvo y que habían nacido en el norte de Ecuador dejó una amplia descendencia que después influiría en la historia de Ecuador, especialmente en la segunda mitad del siglo XVI.

## Periodo hispánico

### Las alianzas en la conquista

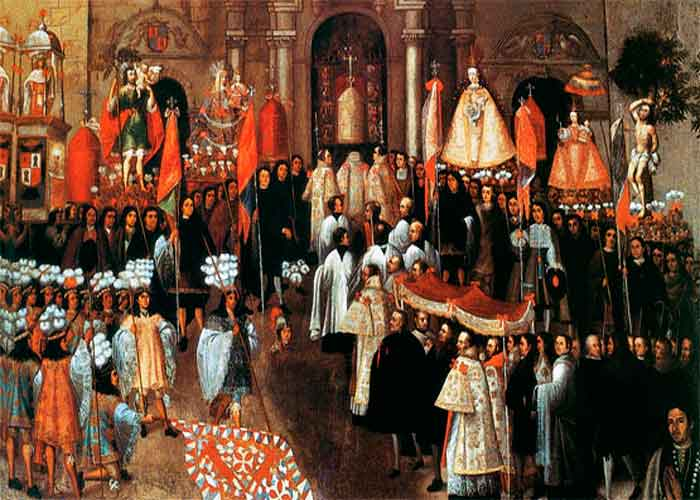
Nobles cañaris en el margen izquierdo durante el Corpus Christi en el Cuzco. En esta época los cañaris servían como Guardia Personal de los españoles. Nótese que tienen una "bandera ajedrezada", con cruz de borgoña en medio, del estilo que usaban los tercios españoles.

Durante el periodo hispánico es la etapa cuando más se desarrolla la nobleza en Ecuador, con la emisión formal de los títulos nobiliarios por parte del Rey de España, así como por el reconocimiento de la élite indígena por parte de los españoles. Es importante recalcar que la monarquía hispánica reconocía la nobleza incáica como sucedió también en México. Este hecho se representa por ejemplo en cuadros como “Efigies de los incas o reyes del Perú” que sería atribuido al Fray Dominico Miguel de Adame en los primeros años del siglo XVIII. En Ecuador esto no aplicó para el título de monarca puesto que Cuzco fue la capital del imperio incaico y después de la conquista, el poder del virreinato se centró en Lima. Sin embargo, si tuvo implicaciones para los demás títulos nobiliarios como marqueses, condes, duques y el reconocimiento de cacicazgos de culturas indígenas locales a lo largo de todo Ecuador, especialmente en la costa. Por otro lado, respecto a la élite indígena, existen registros de varios caciques en la cultura manteño-guancavilca que fueron determinantes durante los años de la conquista, así como en la época de la Real Audiencia de Quito. Por último también existe el registro de una "nobleza" cañari, es decir una serie de caciques que fueron premiados por su alianza con Sebastián de Belalcázar durante la conquista del norte del Tahuantinsuyo.

### La descendencia de Atahualpa
En el caso de los caciques locales, fue importante la creación del Colegio de San Andrés, que tradicionalmente se lo conoce como el inicio de la escuela quiteña de arte. Este colegio, también llamado Colegio de Caciques se concentró en la educación para la descendencia de Atahualpa que incluye entre otros a Francisco de Atahualpa y Carlos de Atahualpa hijos de Atahualpa, Mateo Ynca Yupanqui, hermano de Atahualpa, Diego Lobato: hijo de una esposa de Atahualpa, Diego Pilamunga, cacique de Santiago de Chimbo hijo de Santiago Pilamunga.
La preocupación al inicio giró alrededor de la construcción del monasterio que sería edificado en las "casas de los capitanes más poderosos del Inca" es decir ubicados en el límite entre el Anan y Urin del Quito incaico, donde hacia el sur se encontraba el lugar de la casa de Atahualpa y donde residía su hijo Francisco de Atahualpa, también conocido como "El Auqui". Además vivían allí algunos caciques locales así como mindalaes (mercaderes). De esta forma se llevaría a cabo dos yuxtaposiciones: la primera de los incas sobre la élite cacique de los señoríos, y los españoles sobre la élite inca. Para la persuasión buscaron el arte, especialmente la música, la pintura y la escultura con el fin de contar las historias bíblicas y lograr la evangelización.
no todos los hijos de Atahualpa que cayeron en manos de los españoles en la Provincia de Quito, fueron trasladados al Cuzco. Sabemos con seguridad que dos hijos del Rey fueron adoptados por los padres franciscanos de Quito. De ellos durante su estancia en casa de los Franciscanos, se habla en un apunte de Pinelo del año de 1548 citado por Jiménez de la Espada, así como también en una Real Cédula de Valladolid del 12 de julio de 1566. En este último documento se menciona también a un hijo de Huayna Cápac, residente en el mismo convento. Probablemente se trata de don Mateo Inca Yupanqui, un hermano o medio hermano del Inka Atahualpa, quien en 1577, por ejemplo, era "alguacial Mayor de los Naturales" en Quito.

### Puerto Viejo y sus reducciones
La provincia de Manabí, anteriormente conocida como Cancebí fue un centro que reunió a varias tribus indígenas dispersas a lo largo del territorio. La ciudad más organizada era Jocay, donde se asentaría posteriormente Manta. Por otro lado, Portoviejo sería una ciudad completamente fundada por españoles, y tendría un rol fundamental durante la conquista del Tahuantinsuyo. Sobre su territorio se encontrarían varios importantes conquistadores como fueron Pizarro, Almagro, Alvarado, Belalcázar y Orellana. También se premiarían a muchos hijodalgos que destacarían durante estos años, tanto en la conquista del incario, como en la guerra civil entre conquistadores, como sería el caso de Cristóbal Rodríguez, Bartolomé Pérez, Diego Méndez y Juan Porcel de Padilla. No solo serían conquistadores, sino también sería vecinos de Puerto Viejo y ocuparían importantes cargos como Alcaldes o Teniente General de Gobernador.

Galería de escudos de los hidalgos vecinos de Puerto Viejo
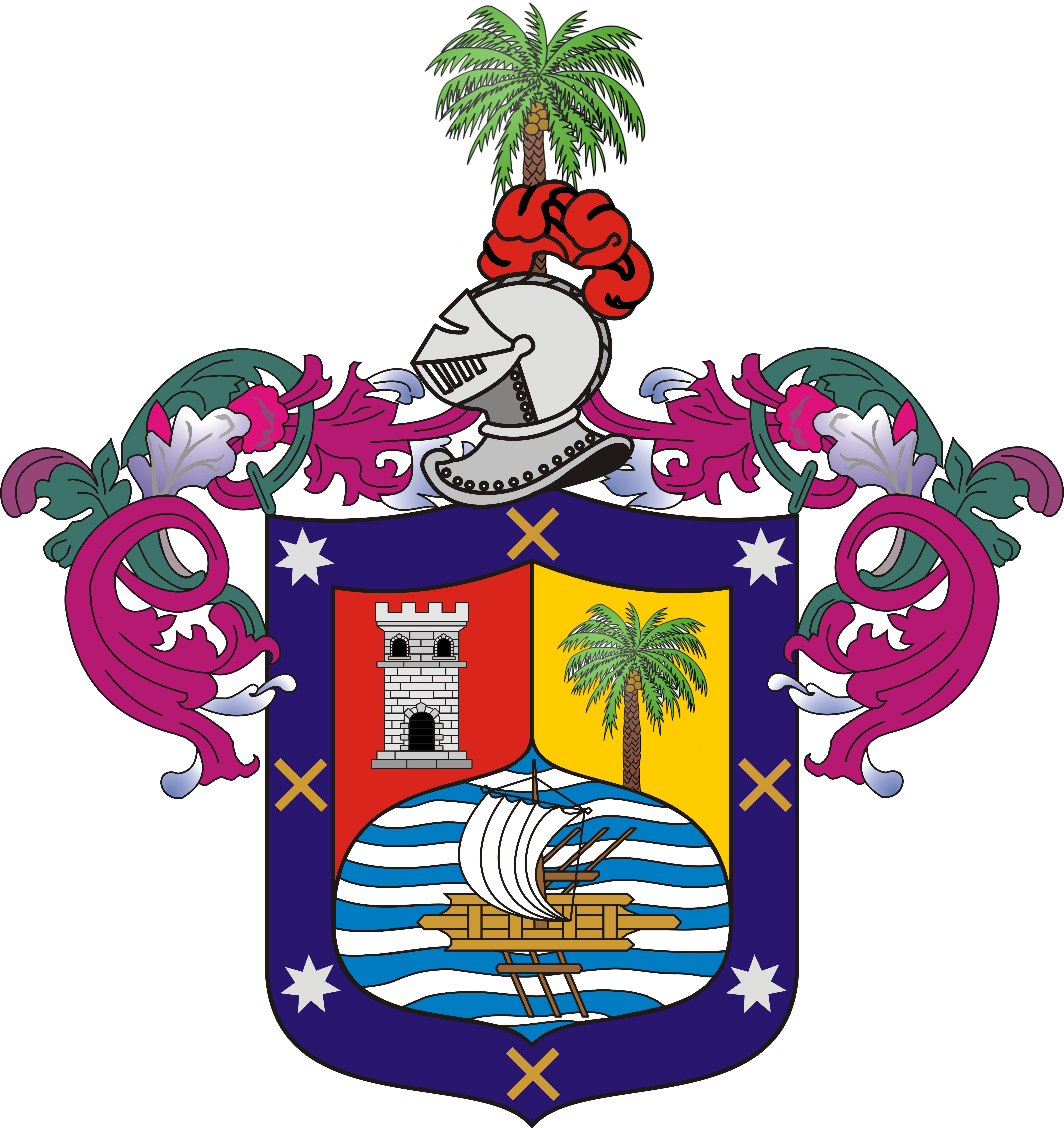
Escudo para Cristóbal Rodríguez como hijodalgo conquistador, poblador y Vecino de la Ciudad de Puerto Viejo según fecha de 30.VII.1538
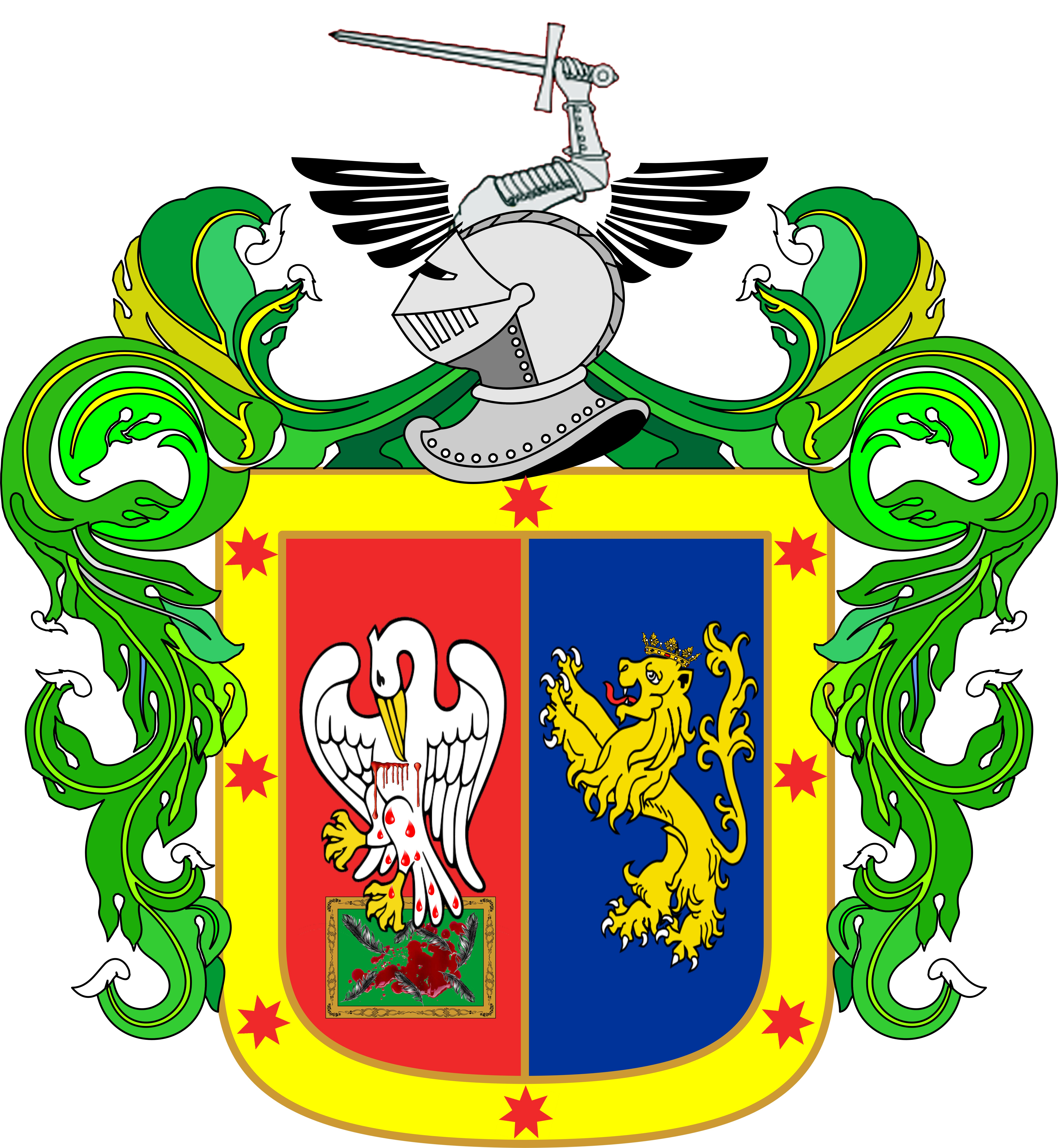
Escudo para Bartolomé Pérez y sus sucesores como hijodalgo conquistador, poblador y Vecino de la Ciudad Puerto Viejo según data de 17.III.1546
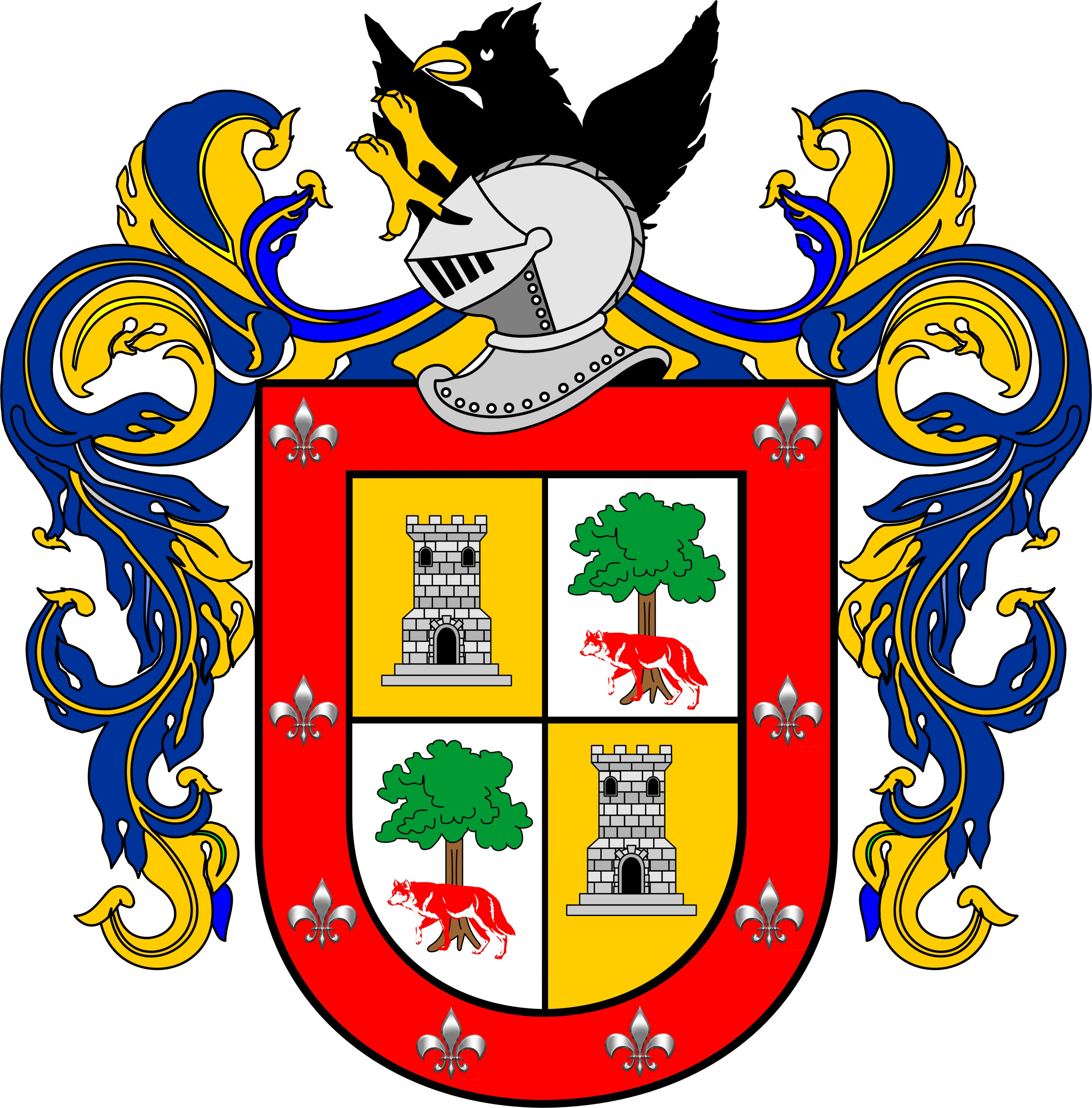
Escudo de Diego Méndez Conquistador, Vecino, Teniente General de Gobernador y Primer Escribano de Puerto Viejo. Posteriormente fue Escribano de Santiago de Guayaquil y San Francisco de Quito. Cédula Real con fecha de 14.XII.1551
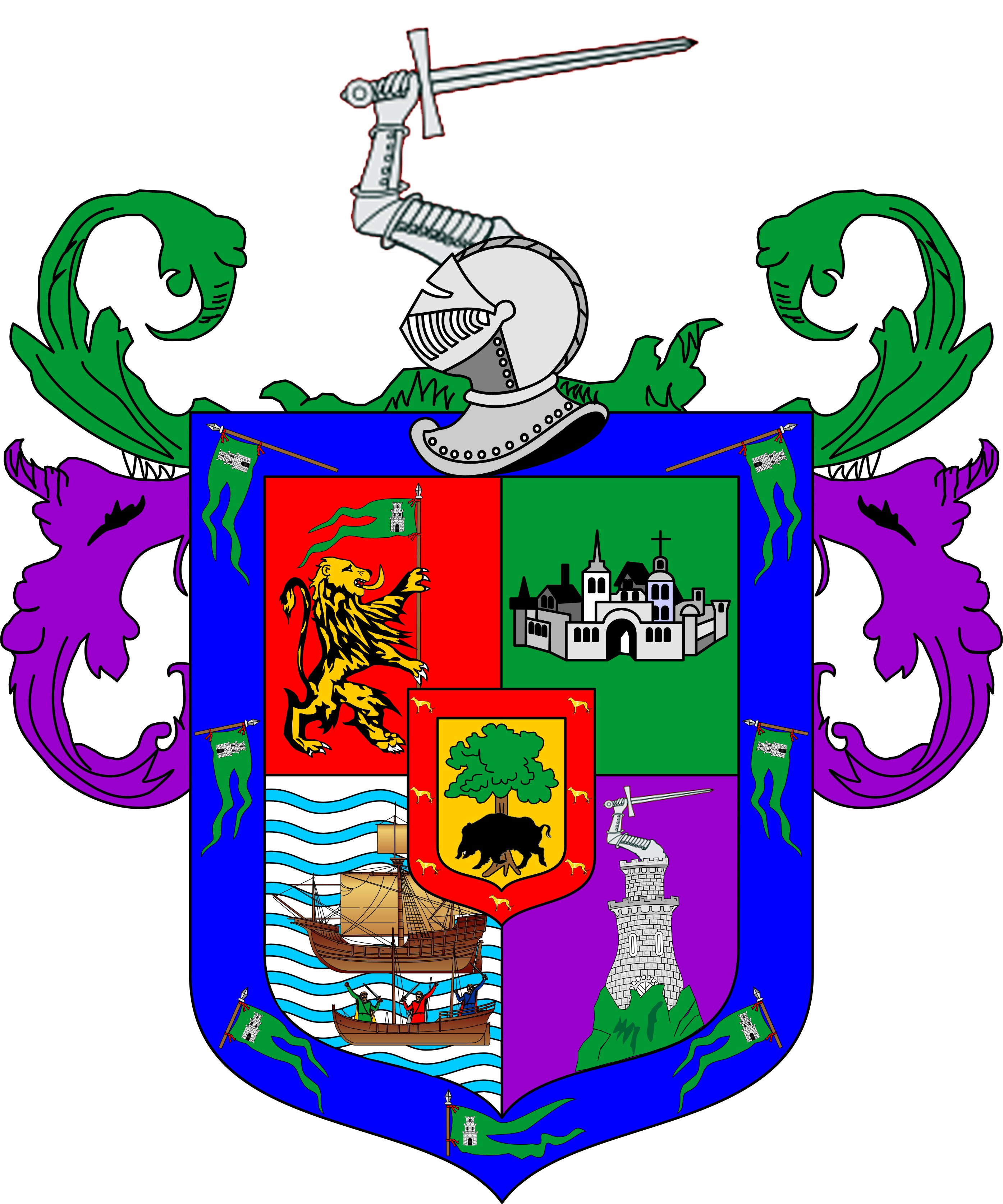
Escudo de Juan Porcel de Padilla Vecino de Puerto Viejo, Alcalde Ordinario de Santiago de la Culata, Fundador de Nueva Jerez de la Frontera 2.XII.1568

Alrededor de esta ciudad de fundación española girarían el resto de reducciones que se harían de los distintos pueblos indígenas. Estas reducciones serían la base para las fundaciones fundaciones de pueblos, que se crearían uniendo a varios asentamientos para formar una nueva ciudad. Sobre esta ciudad se debía nombrar un líder o cacique que normalmente provenían de la antigua élite indígena y cobrarían bastante importancia durante la segunda mitad del siglo XVI y el inicio del xvii. Hay muchos casos destacables, pero en la historia quedaron registrados especialmente el de Pedro Cama, Baltazar Zamán y Francisco Chapi.

### La élite en Manabí y la pacificación de Esmeraldas

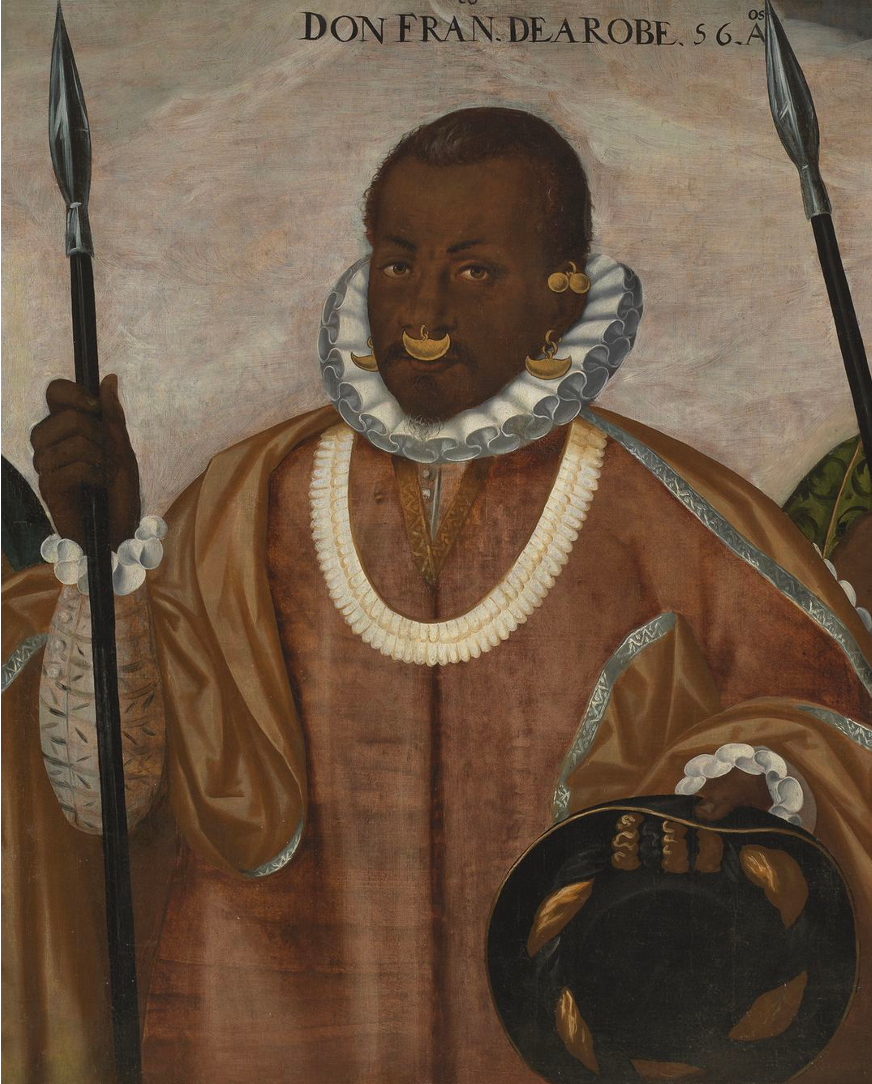
Retrato de Francisco de Arobe, Gobernador de las Esmeraldas por el pintor Andrés Sánchez Gallque

En el primero tendría relevancia en 1587 ya que destacaría como líder en Manta gracias a su talento para construi balsas que servían para abastecer a los galeones que pasaban por el puerto durante los primeros años de fundación. Buscó Cama ser oficializado como alguacil mayor de los indígenas de Manta para lo cual emitiría la siguiente solicitudo por “unos 2 000 pesos de la Caja de Lima o que le dieran la vara de alguacil mayor de los naturales de Manta con 200 pesos de salario como otros alguaciles indígenas que ya existían”. Todo esto gracias a que también había colaborado con el gobernador de las Esmeraldas Diego López de Zúñiga quien estaba intentando pacificar la región que había sido tomado por cimarrones, especialmente Alonso de Illescas y Francisco de Arobe, quienes después serían reconocidos como gobernadores de Esmeraldas, el primero asentado en Cabo Pasado, al sur y el segundo en San Mateo, al norte. Por esta razón cuando se organizó una expedición desde Manta para ayudar a Zúñiga con indígenas quienes se encontraban bajo el liderazgo de Cama y junto a Juan Bautista de Alvarado, quien fuera vecino de Manta en ese tiempo ayudarían a la pacificación de Esmeraldas. Es importante recalcar que Cama, el apellido de este cacique fue además el antiguo nombre que tenía San Mateo, ciudad fundada inicialmente por Bartolomé Ruiz, parte de los trece de la fama en 1528, mucho antes que las demás ciudades, pero que por desconocimiento del terreno y una comunicación desde Esmeraldas con los Andes no se logró mantener el control sobre dicho territorio. Este pueblo, Cama era parte del señorío de Jocay que también estaba conformado por Camilloa, conocido como Chacras y Xaramixo en la actualidad con nombre de Jaramijó. No es que el pueblo haya sido nombrado por Cama, sino que Pedro Cama recibió ese nombre porque de ahí procedía.
Otro caso muy relevante es el de Baltazar Zamán, cacique y gobernador de San Esteban de Charapotó, población que saldría de una reducción colonial en 1594. Se sabe que realizó varios viajes a la metrópoli para solicitar mercedes. Baltazar fue conocido por su papel en el asalto a un barco cerca del cabo de San Vicente y el posterior robo de 14.000 ducados que transportaba. La base principal de Zamán para reclamar mercedes era, por un lado, su linaje, hijo de don Pedro, que ya era cacique principal con la reducción de Charapotó, a donde se trasladaron Japotó y Jaramijó, que, como vimos, se redujo a Manta. Zamán recibió un nombramiento real que lo autorizaba a usar la "vara de la justicia" y recoger a los indios que se asentaran en las haciendas españolas en un plazo de seis meses. En esta tarea en las reducciones le sirvió para compartir roles con otros caciques como Don Juan, cacique de Tosagua y Sancala y Don Gonzalo, cacique de Pasao. Notemos que tanto Pasao como Tosagua pasaron a formar parte de Charapotó, por lo que era importante la colaboración entre cada líder. La posibilidad de ser descendiente emparentado con los incas y administrar un territorio multilingüe, le daba mucha relevancia puesto que la castellanización de Manabí todavía no se había dado y los españoles se concentraban en Puerto Viejo y necesitaban de un líder locar que administre las demás reducciones que en conjunto conformaban un verdadero mosaico. Por esta razón buscó Baltasar disponer sus servicios a la corte y aunque esta no le dio lo que buscaba, si lo enviaron a la corte virreinal de Lima para obtener el bien que merecía. Zamán viajó de nuevo a España y entonces abandonó sus intenciones de prorrogar el cargo de gobernador para pedir otro cargo republicano que pudiera significarle ascenso y honor.
Finalmente, el caso de Francisco Chapi fue importante: aunque nunca se presentó como cacique de Manta, en algún momento también logró ser gobernador de este asiento. Originalmente, Chapi había había sido nombrado gobernador del puerto de Manta y de toda la provincia de Puerto Viejo por el virrey. Sus servicios fueron los mismos que los de estos marinos: Proveer de pertrechos a la flota del Rey, rescatar embarcaciones a su cuidado,  alojar a sus soldados, proporcionar comida, proveer de buzos y marineros, recoger a los que se perdían en las montañas. De esta forma la corona aprovechaba el conocimiento toponímico de los naturales en un territorio que aún no estaba estudiado por los cosmógrafos. Al igual que Pedro Cama participó en las misiones de pacificación de Las Esmeraldas, arriesgando su vida por el peligro que significaba enfrentar a los zambos de esta región encabezados por Alonso de Illescas. Tal vez la riqueza y el poder de Chapi fueran menores que los de Zamán, pero esto no le quitaba importancia dentro de la región, especialmente su primacía en Manta que no era reemplazada por el control de Baltazar Zamán en Charapotó y Jaramijó. Si bien, Chapi no pudo ir a la corte municipal como Zamán, si organizó un viaje para ir a Quito donde pidió las gobernaciones no solo de Manta y Puerto Viejo, sino de Guayaquil y de todo su distrito por dos vidas. Es notable que además exigió que doce indios lo acompañaran como una especie de guardia de honor, poder vestirse como español y portar armas. Además solicitó que sus tierras se hicieran comunidad, similar a lo que se haría con las encomiendas en los Andes para convertirlas en los obrajes de la Audiencia. Su propuesta incluía pagar a los indígenas según el decreto. Directamente las ambiciones de Chapi eran lograr ser encomendero, como sería el caso de la dinastía Tomalá en el Río Guayas, o también de Don Diego de Figueroa Cajamarca.
La historia de la élite noble de Manabí no terminaría en los inicios del siglo XVI puesto que es muy conocido y recordado el caso de  Manuel Inocencio Parrales y Guale, quien a finales del siglo XVIII logró ser reconocido por el Rey de España, para reconquistar las tierras de sus pueblos, después convertidas en reducciones para lograr mejorar la situación agrícola de Manabí, provincia que se caracteriza por ser más seca que el resto de Ecuador. Manuel venía de familia noble y es el ejemplo de cómo los primeros caciques indígenas con el pasar del tiempo se fueron convirtiendo en élite mestiza ya que era hijo de Inocencio Parrales y de Manuela Guale, mestizo e india noble y principal. Por su puesto que los cacicazgos indígenas no dejaron de existir con el pasar del siglo y en 1782 moriría el cacique de Jipijapa, Antonio Soledispa, ya cuando tenía ochenta y nueve años. Ante esto, su sucesor buscó delimitar las tierras entre Montecristi y Jipijapa, para poder poner en claro que esta región estaba habitada por nueve pueblos indígenas que habían sido fruto de las reducciones del siglo XVIII. De esta forma se daba título a los indígenas sobre sus tierras lo que les permitía parcelarlas y mejorar su producción agrícola. Hay que tomar en cuenta que estas reformas agrarias estaban en coordinación con el resto de propuestas que se hacían en otros territorios de la monarquía española, siendo el caso más famoso el propuesto por Jovellanos. Sus solicitudes serían cuestionadas en el siglo XIX cuando  los caciques Vicente Falca y Manuel Soledispa Parrales quisieron parcelar y cercar para su uso particular ciertas cuadras de tierra. Sin embargo, Parrales se opuso y los destituyó, y por esta razón sería posteriormente denunciado en la ciudad de Portoviejo y Quito, todo esto durante la presidencia de Francisco Luis Héctor, barón de Carondelet.

### Las dinastías en el Río Guayas

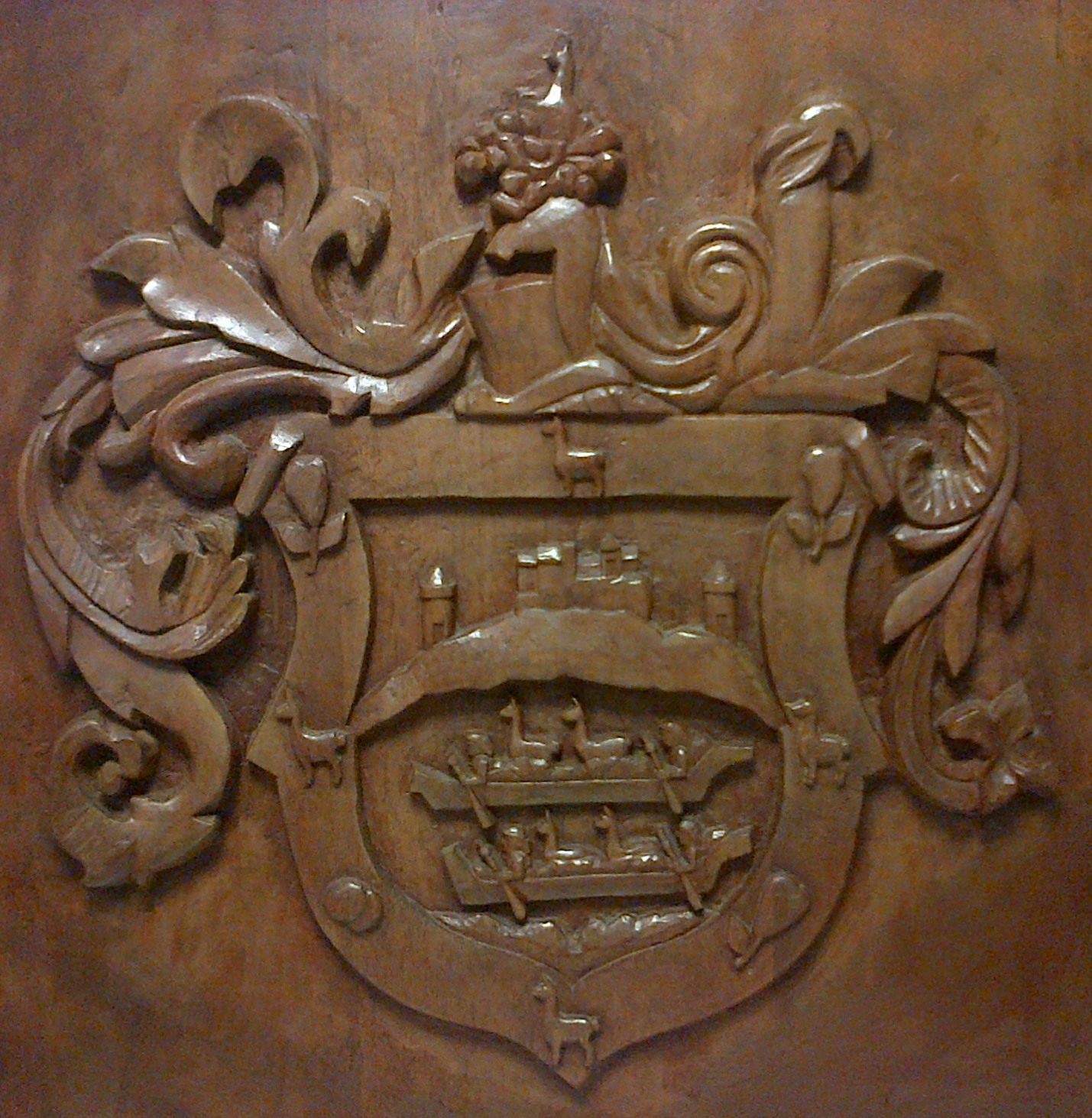
Escudo Cacique Tomalá de la Isla Puná 23.XII.1560

Algo similar fue la situación de las élites alrededor del río Guayas y el golfo de Guayaquil, en concreto cerca de los poblados de Puná y Daule. Sobre todo destaca la dinastía de los Tomalá, quienes fueron gobernantes de isla de Puná, que está estratégicamente ubicada en el centro del Golfo de Guayaquil por lo que durante los primeros años hasta tomar control sobre el río y después durante los distintos ataques piratas tuvieron una importancia destacable. Existen en total siete cacicazgos en esta región. Esta familia fue importante tanto en el ámbito comercial, abilidad que heredaron de sus antepasados que tenían lazos mercantiles con Mesoamérica y el Pacífico Sur, así como también en el trabajo de la madera, tintes y orfebrería. Todo esto se juntaba con el hecho de que eran importantes navegantes y ayudaron a desarrollar la economía mercantil del litoral a diferencia del desarrollo textil que se dio en los andes. Debido a la dificultad de navergar el golfo, muchos barcos paraban en la isla puná, que queda en la entrada de dicho río. Por esta razón las mercancías y pasajeros que viajaban a Quito eran transportados desde Puná en balsas indígenas que llegaban hasta Pimocha. En la casa del cacique Puná se almacenaban y vendían jarras de brea y cordaje. Fueron importantes mensajeros por lo que ayudaban a la difusión de noticias y la comunicación con otras partes del reino. Además estos marineros era servir como centinelas o guardias, que más tarde demostraron ser de gran utilidad para el rey.
Existe además la evidencia histórica de un documento de 1604 en el que el cacique Lorenzo Tomalá, destinado en Cuenca, concedía la facultad de comprar mercancías a Castilla para comerciar en la ciudad. Lo hizo en nombre de su padre, el cacique de Puná, Francisco Tomalá, que ya era encomendero de Picoazá en Puerto Viejo. En los escritos del enciclopedista Antonio de Alcedo, cita que dicha isla tenía una población de 20.000 habitantes y una ubicación estratégica. Es importante notar que Alcedo era almirante por lo que le daba importancia militar a este asentamiento. Además, de que otras ciudades como Esmeraldas contaban con cerca de 2 mil habitantes y Cuenca tenía alrededor de 7 mil personas. Se sabe además según el censo de Juan José de Villalengua que la ciudad de Guayaquil tenía cerca de 12 mil habitantes. Todo esto apunta a la importancia que tenía Puná como lugar estratégico a la entrada del Río Guayas, y por qué el hecho de que descendientes de caciques indígenas gobernaran esta tierra significaba para el poder en general de la Audiencia de Quito.

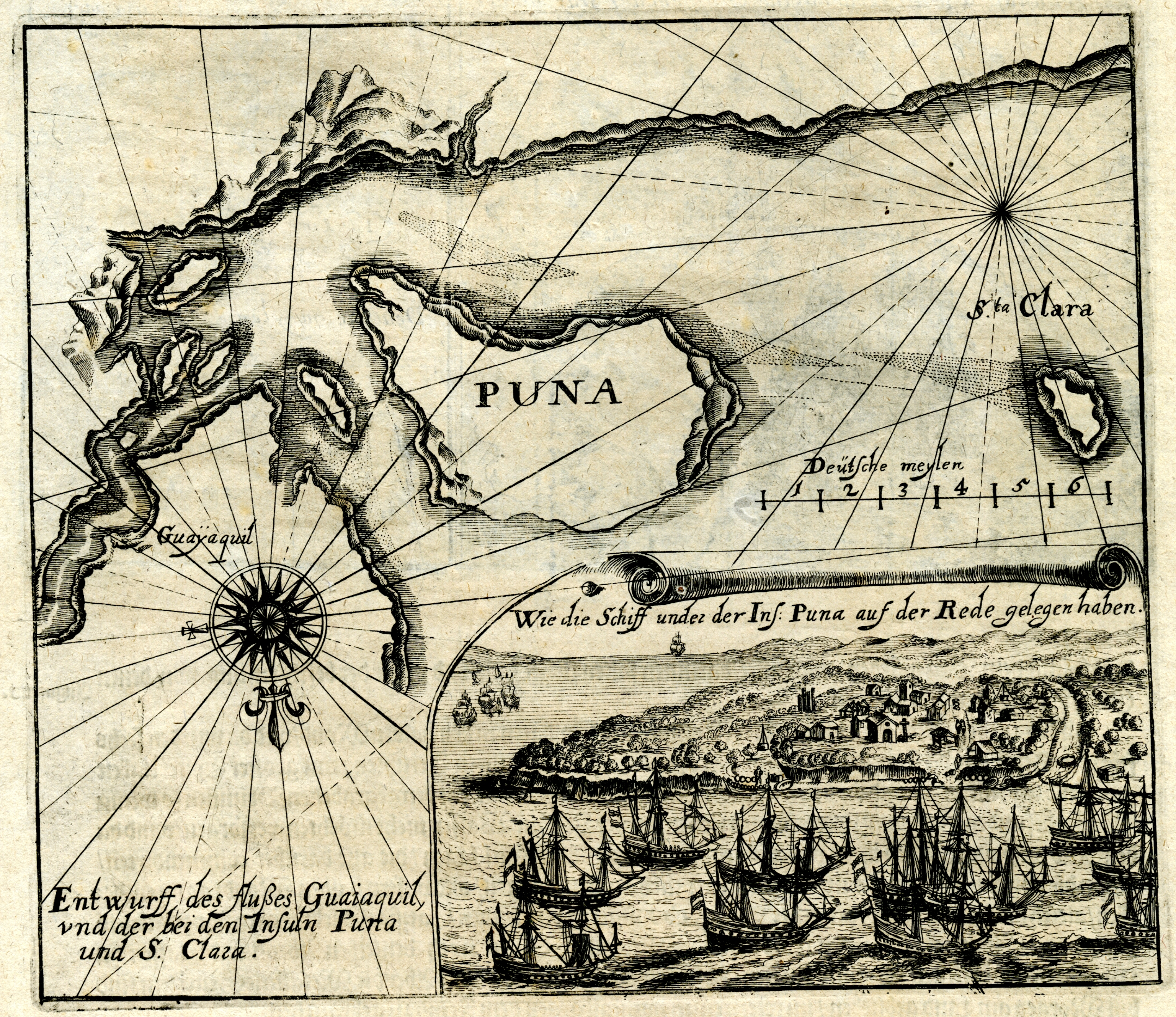
Escuadra Holandesa de Jacobo Heremita Clerk frente a la Isla Puná

Desde el inicio, el cacique Tomalá fue leal a Francisco Pizarro, se debe recordar que su hermano Gonzalo tuvo mucho poder en el norte del incario. Por esta razón Tomalá pudo controlar una jurisdicción que se extendía hasta Tumbes, zona de influencia para el tráfico marítimo local desde tiempos inmemoriales. Esto se perdería desde el reinado del virrey Francisco de Toledo. Se logró conservar sin embargo las zonas vecinas de Machala y Naranjal. El caso de Diego Tomalá, es destacable puesto que era conocido por ser muy culto, vestía como los demás españolas (algo similar a Francisco de Arobe o Baltazar Zamán). Poseía una vasta riqueza, gobernaba a sus indios y decía estar en paz con ellos. En fin su gobierno tenía legitimidad que venía de su nobleza que había alcanzado cerca del año 1557. En su administración el pueblo comerció mucho, productos como la sal, madera y perlas en especial. Francisco Tomalá, su hijo le pidió cuando llegó un oidor de Quito que quería viajar a España "para ver su majestad y su poder". Había sido educado en las universidades de Quito y se destacó ampliamente en el comercio. La fama que había granjeado su padre en las guerras civiles, las logró extender cuando participó en la defensa del puerto de las invasiones piratas de 1587. Su hijo sería Lorenzo Tomalá del Castillo quien empezaría su gobierno en el siguiente siglo. Se casaría con una mujer reconocida de Lima, la ciudad más importante del virreinato cuyo apellido era Rojas y Benalcázar. Cabe destacar que Sebastián de Belalcázar fue uno de los principales conquistadores del norte del icnario. De esta manera perpetuaba su linaje ya reconocido como hijodalgo, encomendero y comerciante. Juntos tuvieron como hijo a Francisco Tomalá del Castillo Rojas y Benalcázar, quien fuera después el cacique de Puná y Machala. Se sabe de su vida que recibió la protección de la nobleza. Además contaba con el "privilegio de la corneta" para que otra balsa navegara delante de la suya, donde se tocaría la corneta y se anunciaría el paso del Sondalgo. Esto recuerda a los demás privilegios que buscaron los nobles de manabí, especialmente Francisco Chapi pero por tierra, al solicitar guardia personal que los acompañe. Esta dinastía contaba con escudo propio que había sido concedido a don Diego en 1560. Fueron importantes encomenderos de Yaguachi, reducción que después se haría importante por el culto a San Jacinto y donde hasta ahora cuenta con una importante iglesia que lo recuerda. También lo sería de Picoazá, importante reducción cerca de Puerto Viejo.
Además de la dinastía Tomalá, también fueron importante los Caiches. Esta familia destacaría en cambio por sus mujeres. En específico Doña María Caiche quien fuera una de las mujeres más notables en estos años. Fue hija de Alonso Chaume, de quien heredó la jefatura sobre varias tierras. En resumen su ascendencia era de la siguiente manera: Alonso Chaume era el sucesor de otro Pedro Chaume y que se había casado con doña Constanza Caiche. Mencía era una de sus hijas y además sería tía de María Caiche y no quiso heredar la parte del cacicazgo que le correspondía. Otro heredero sería Domingo Banepo quien en su momento fue menor de edad por lo que Mencía administró sus tierras temporalmente y después intentó hacerse cargo. Por esta razón María tuvo que obtener sus derechos, en realidad privilegios reales, con coraje, luchando por ellos ante el Rey. Su estrategia fue insistir en que Pedro era hijo de uno de los caciques y no de la línea principal, y también argumentó que no era legítimo, sino que había nacido de Don Pedro como hijo de una india casada llamada Catalina Xaume. Logró de esta forma legitimarse e imponerse a través de registros de su linaje. Durante su gobierno María aprovechó la madera de los alrededores de la ciudad, y ganó importancia, al igual que. los Tomalá en el tráfico marítimo. En sus demás tierras tenían vacas lecheras y también con la madera silvestre ayudaban a fabricar barcos. Similar a los Tomalá fueron importantes para la comunicación y defensa militar contra los holandeses. Entre todos estos servicios lograron que sus peticiones sean legitimadas en los años de 1600 y 1614. Por esta razón recibió el favor de 500 pesos en indias vacías en 1614. Más adelante en 1625 después de que Nauma muera exigió el cumplimiento de la real cédula a su favor y 2.000 pesos más por dos vidas, y es posible que se lo concediera, ya que para el año de en 1630 ya contaba como una de las encomenderas. De esta manera María Caiche logró convertirse en la jefa conjunta de Daule, Baba, Pimoche, Chanduy y Yanco. Su vida ocurriría principalmente durante el siglo XVII, y ganaría fama, más allá del prestigio que tenía por haber luchado contra un caimán para proteger a su pueblo. Esto fue muy recordado en su tiempo e incluso llegó a ser representado en una pintura de Gabriel Lafond de Lurcy. París, 1844 titulado "Voyages autour du monde et naufrages cèlébres". Además esto sería recordado en los escritos de fray Antonio Vásquez de Espinosa en su "Compendio y Descripción de las Indias Orientales".

### De los obrajes a la nobleza

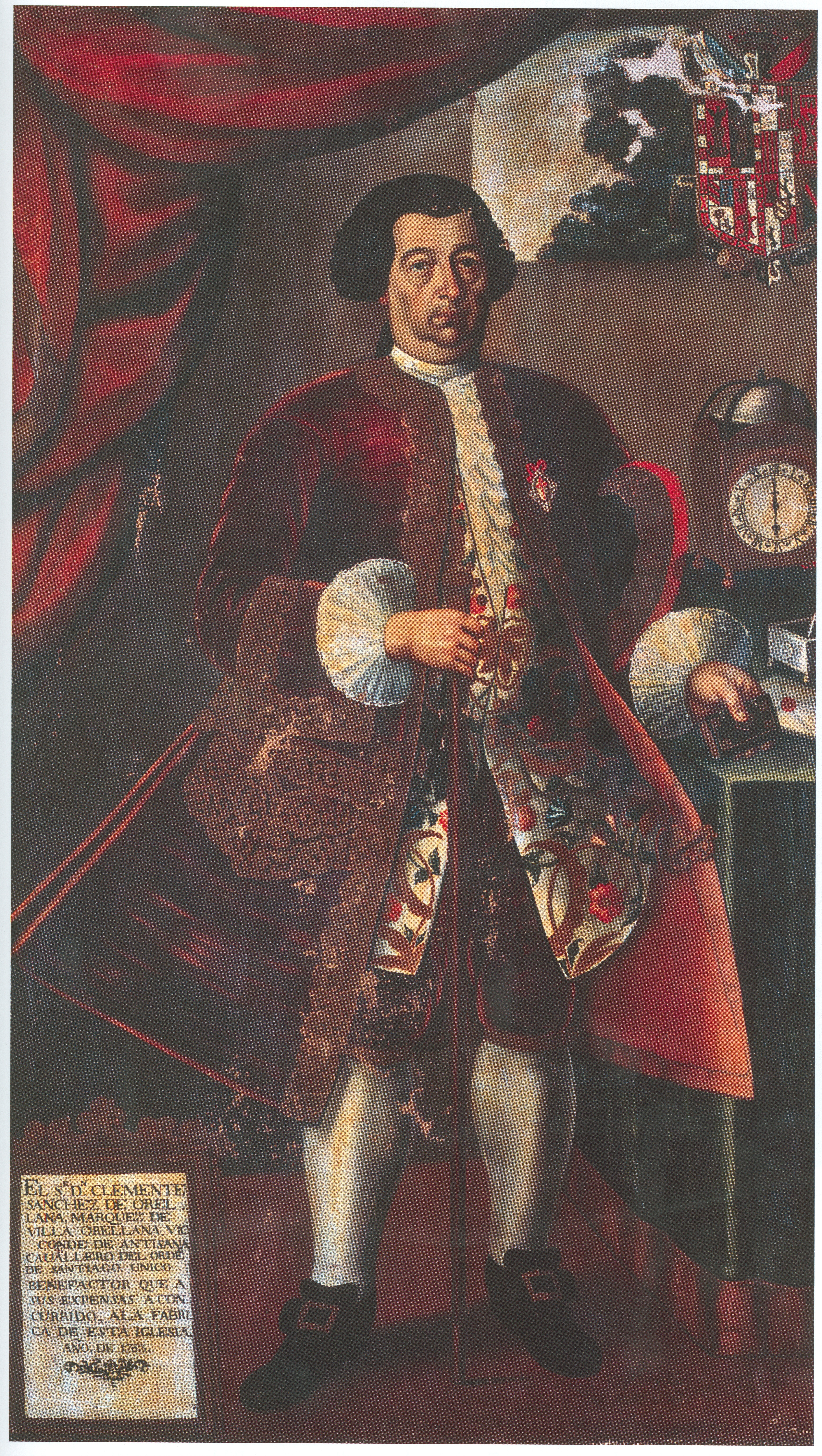
Clemente Sánchez de Orellana, Marqués de Villa Orellana

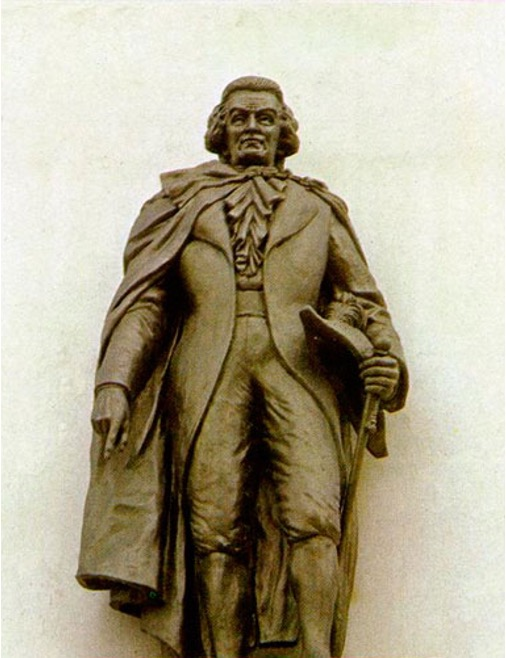
Estatua de Miguel de Ibarra en el obelisco de la ciudad

Alrededor de Quito, en una región que comprendía desde Riobamba hasta Pasto, se desarrollaron los obrajes en la Real Audiencia. Empezaron con los primeros encomenderos después de la fundación de San Francisco de Quito que después debían acordar con la nobleza indígena a manera de un pacto social para empezar a producir dichas tierras a través de la consolidación de los obrajes. Se conoce que hubo ocho obrajes principales, además de obrajeros y batanes que eran en menores dimensiones pero más abundantes. Muchos gobernantes o en importantes cargos públicos como oidores buscaban emparentarse con familias propietarias de encomiendas, como fue el caso el presidente Rodrigo Salazar quien se casaría con Ana Palla, noble inca con quien tendría una hija María de Salazar. Atahualpa tuvo tierras alrededor de Quito por lo que su descendencia fue consierada poderosa y apetecida por conquistadores para hacerse de territorios importantes. Estos obrajeros poco a poco irían consolidando poder hasta lograr ser nombrados oficialmente por el Rey de España como marqueses o duques. Eran notables por las siguientes razones:
1. Benémeritos reconocidos y agraciados por la Corona, lo que era la base de sus privilegios legales y lo que los convirtió en proto nobleza.
2. Ser propietarios de encomeindas donde tenían poder similar a los que se gozaba en la costa. Esto además les permitía percibir un flujo de ingresos y buscaban perpetuarse uniéndose en matrimonio con familias similares.
3. Estaban vinculados al poder político local como las alcaldías durante el siglo XVI.
4. Controlaban los principales obrajes privados lo que les permitía exportar sus paños al sur, especialmente a Charcas donde se demandaban sus productos.

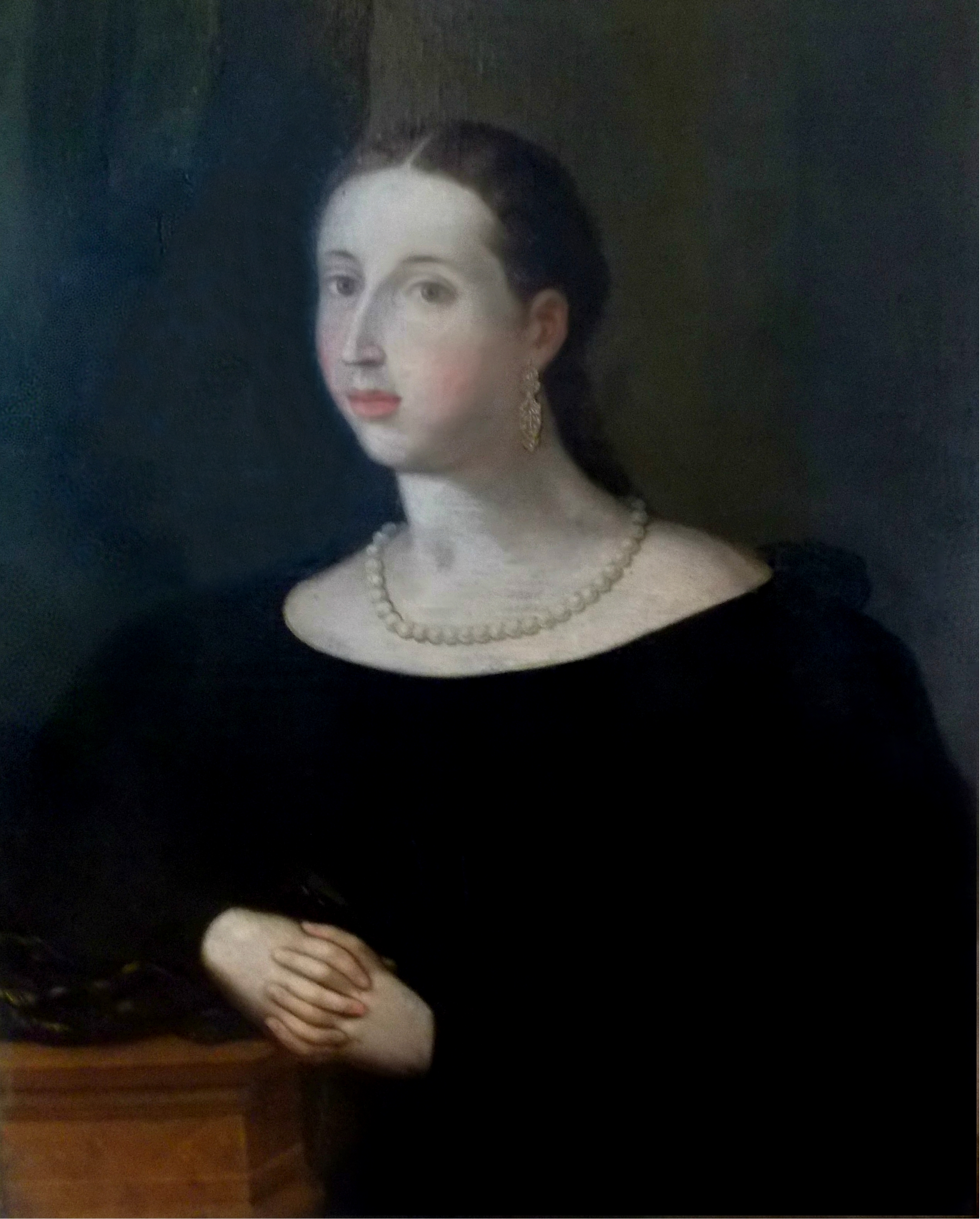
Retrato de la marquesa consorte Teresa de Larrea y Jijón (Otavalo, 1777 - Quito, 1855). Esposa de Felipe Carcelén de Guevara y Sánchez de Orellana, VI marqués nominal de Solanda y V de Villarocha. Es, por tanto, madre de la última poseedora de estos títulos nobiliarios, Mariana Carcelén de Guevara y Larrea. Fue, además, suegra de Antonio José de Sucre.

El procesamiento de las solicitudes por títulos nobiliarios inició con más fuerza a partir de la presidencia de Miguel de Ibarra en 1600. Esto ya que por unos años hubo un vacío de poder en el virreinato del Perú e Ibarra gozó de cierta autonomía lo que le permitió una mayor facultad en la toma de decisiones. Una vez controlado el territorio alrededor de los obrajes empezaron proyectos para expandirse, especialmente a Esmeraldas en la costa y la Amazonía vinculándose con el clero para desplegar las misiones en Maynas y lograr controlar lo que en sus inicios fueron las gobernaciones de Quijos, Yahuarzongo y Maynas. Muchos de las familias criollas descendían de importantes familias de España como era el caso de Lorenzo de Cepeda, Diego Abad de Cepeda, o la dinastía Orellana. Quienes dominaron el poder político empezando por Clemente Sánchez de Orellana o Félix Sánchez de Orellana. Alrededor de estos obrajes donde se formó una proto nobleza, estos criollos lograron conseguir de nuevo títulos nobiliarios que habían sido otorgados a sus antecesores en la península. Un caso paradigmático fue el de Pedro Vicente Maldonado, quien José Rumazo, importante historiador y poeta, nacido en Latacunga lugar donde también se desarrollaron obrajes cuenta lo siguiente.

Su cuna es noble, su educación, esmerada. En la ciudad natal, la más antigua por acta de fundación del Reino de Quito, se tratan con escrúpulo los emparentamientos y linajes. Hay orgullo de estirpe, que no consiste tanto en sacar a relucir los limpios orígenes castellanos, como en seguir los viejos prestigios de la sangre dándole suelta a lo quimérico. Porque los ascendientes del sabio fueron, tocando allá en los borrosos troncos familiares de la Edad Media, hombres de gesta. Se hicieron nobles por hazaña y nobleza obliga. Los Maldonado, los Sotomayor, los Angulo, los Palomino, los Flores, los Villavicencio, los Valdés, los Petroce y, al rededor de estos apellidos, un enjambre de muchos más, con fechas, lugares, ascendencias y descendencias, matrimonios y nuevos entronques, son apellidos conspicuos, y salen al paso las Ordenes de Alcántara y de Santiago, Alcaldías y Regimientos y otros cargos principales y en especial los parentescos con títulos bien sonantes: la Marquesa de Mirallo y Valdunquillo, el Duque de Peñaranda, el Marques de Malagón, el Inquisidor General y Arzobispo de Sevilla, los Condes de Garcíes y de Lorena. Los Palomino y los Valdés, de la línea materna, descendían de «uno de los trescientos infanzones ganadores y pobladores de la ciudad de Baeza, en el Reino de Granada»; y los -Villavicencio y Petroce, de los Palacios de Villafranca y Jerez de la Frontera, en Andalucía, y de los Hijosdalgo de Isaba, en el Reino de Navarra. Todos eran caballeros de «sangre y solar conocido, excemptos y libres de todo pecho, cristianos viejos, limpios de toda mala sangre». Los Maldonado mismo -Ramón Joaquín, hermano de Vicente, era Marqués de Lices- procedían de la villa de Salvatierra de Tormes, en el obispado de Salamanca, y estaban emparentados con los Aramburu de Ascoitia, en Guipúzcoa.
José Rumazo González

Al mencionar Rumazo que el orgullo de la estirpe no consisten en limpieza de sangre castellana sino en seguir los viejos prestigios de la sangre habla de la nobleza en el sentido antiguo, como una actitud de la familia que los vuelve notables, por lo que fueron originalmente acreedores a los privilegios otorgados por el Rey. Rumazo, cuya familia había llegado de España a finales del siglo XVIII también buscó vivir de manera similar y fue un notable poeta, paleógrafó e historiador.Un estudio más a profundidad acerca de los títulos nobiliarios en la Real Audiencia de Quito fue realizado por José Alejandro Guzmán en donde detalla en número origen, familia, fecha y méritos los distintos títulos que fueron otorgados durante esta época.

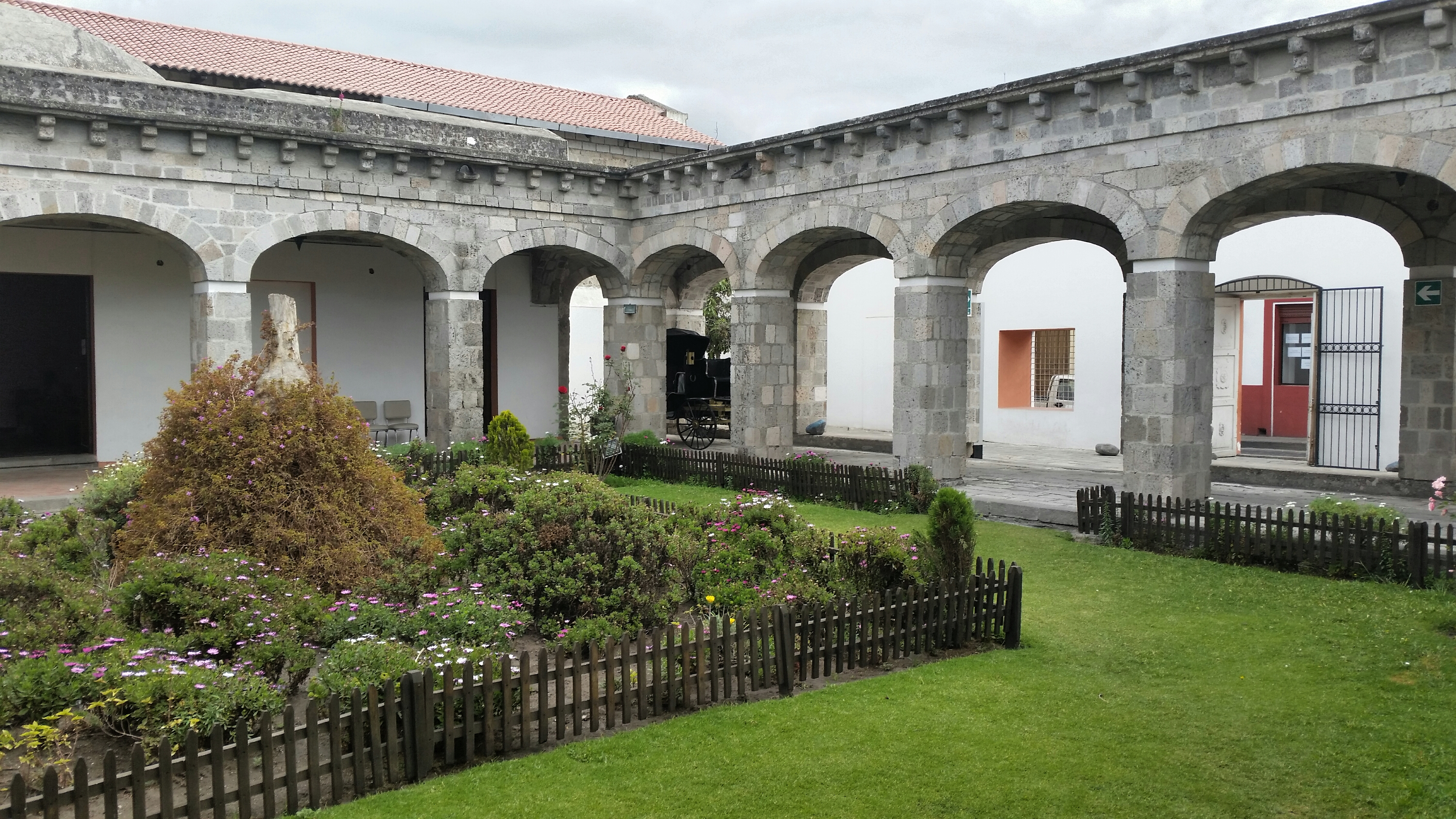
Casa de los Marqueses en Latacunga
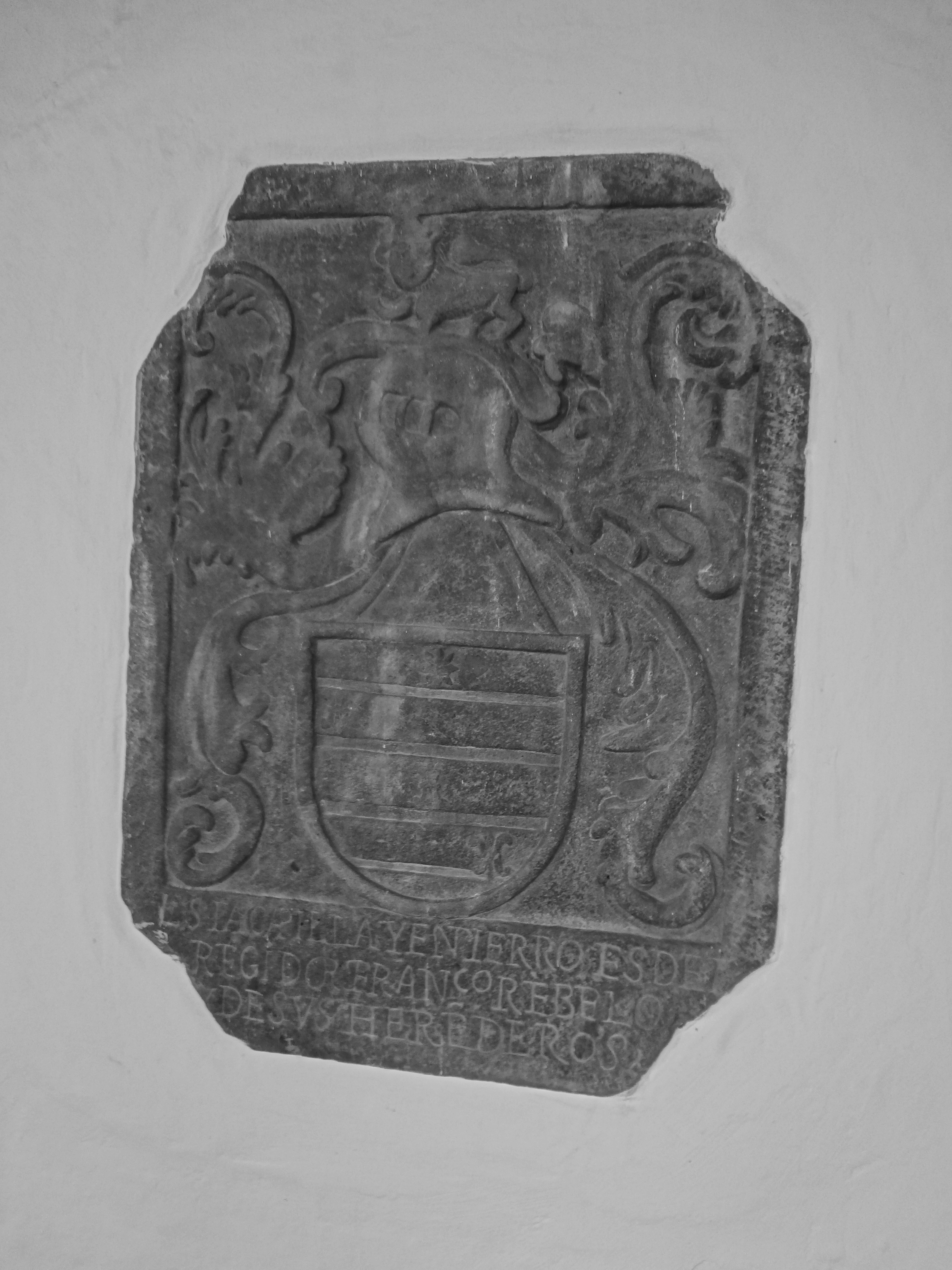
Heraldica en el Convento de Santo Domingo
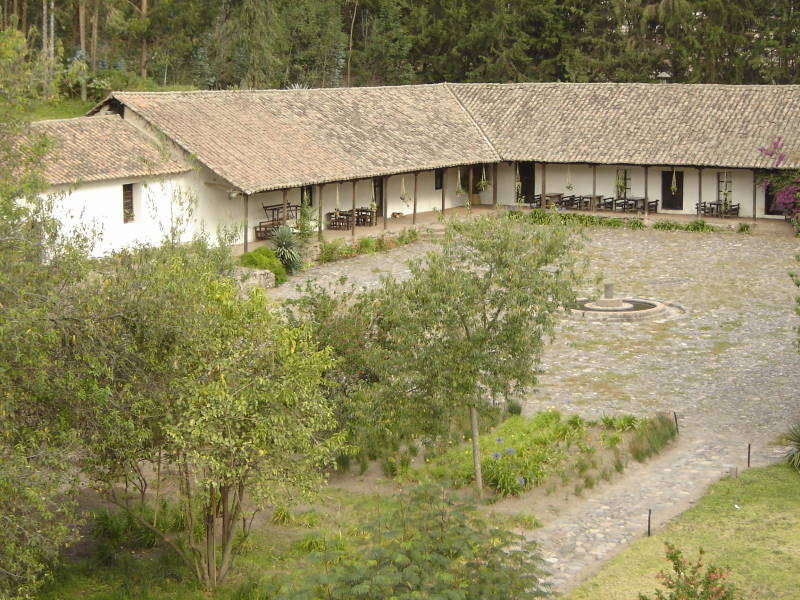
Hacienda Guachalá
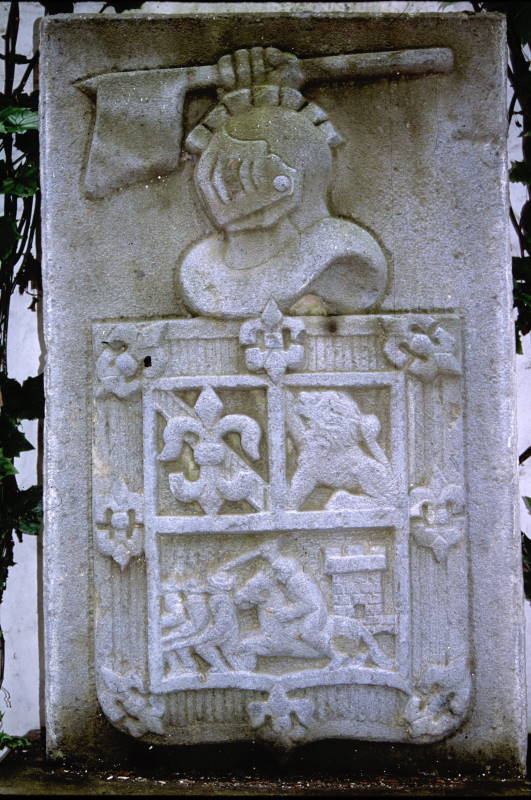
Escudo Diego de Sandoval en la Hacienda La Cienega
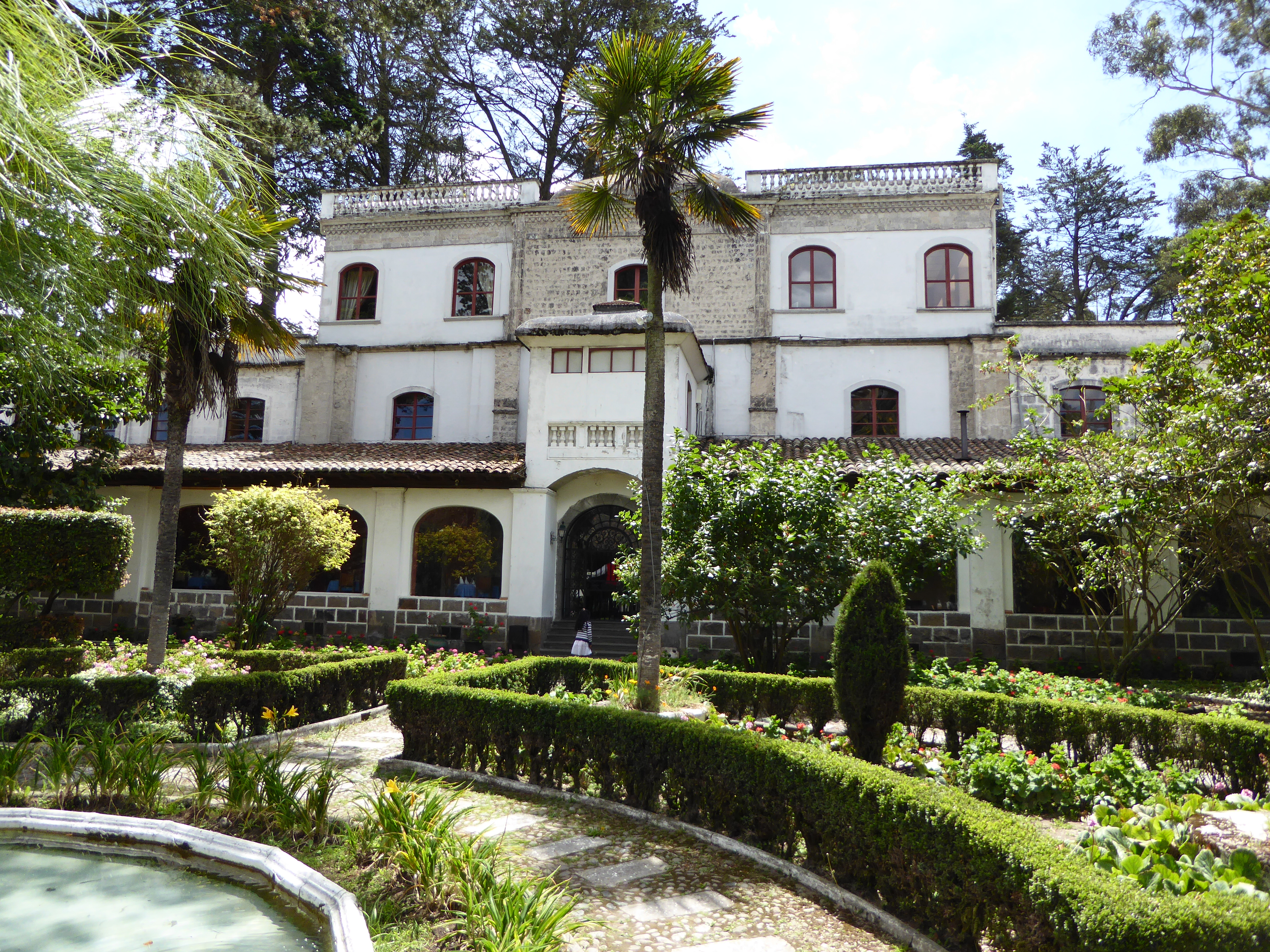
Hacienda la Ciénaga
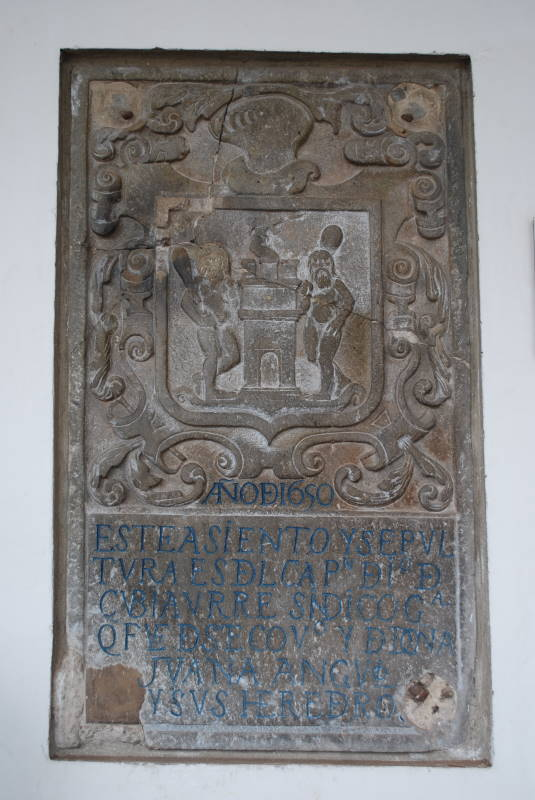
Heráldica en la Iglesia de San Francisco
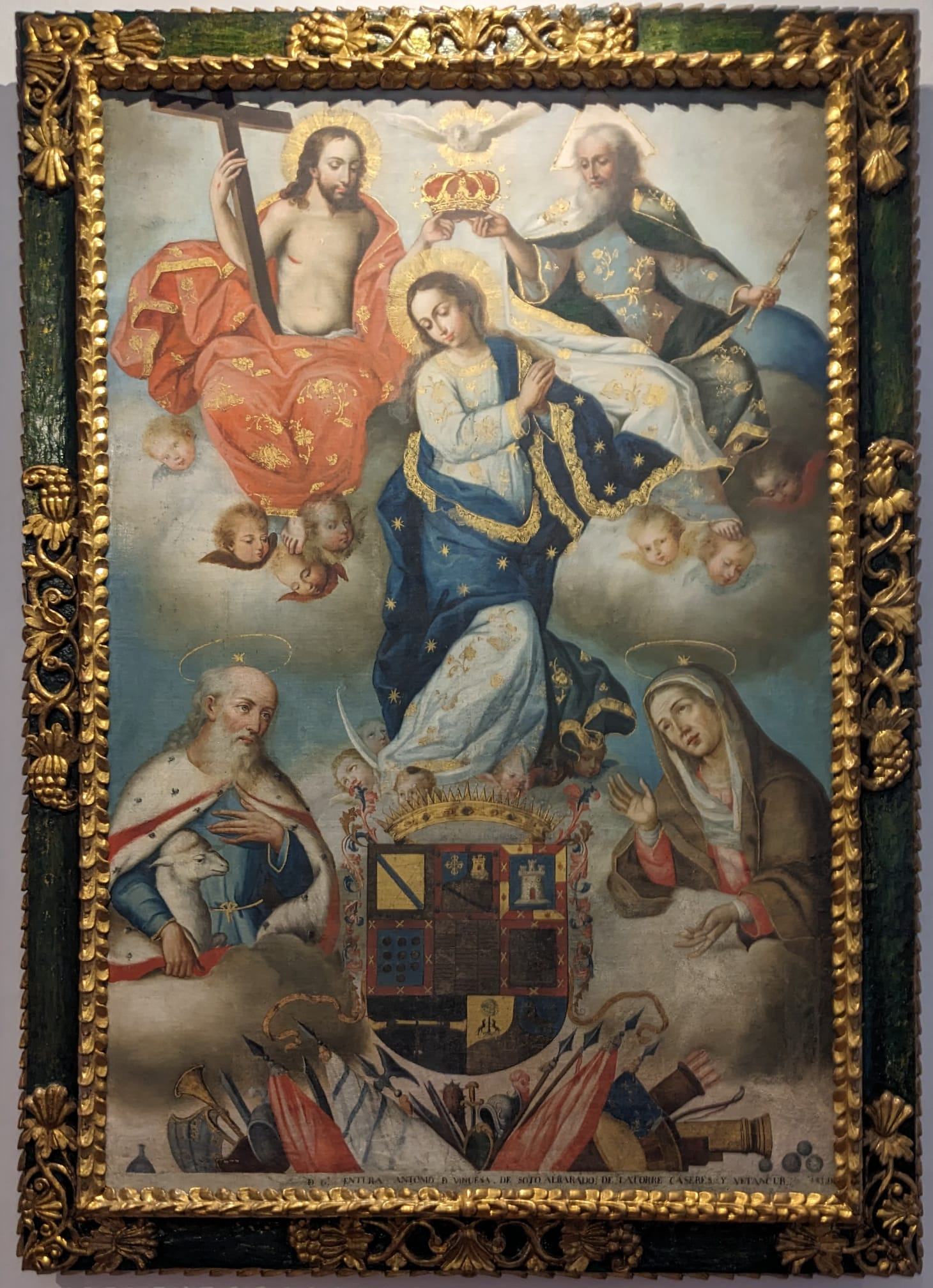
La Santísima Trinidad y la Sagrada Familia junto con el escudo de armas de don Ventura Antonio de Vinueza

### Nobleza extranjera

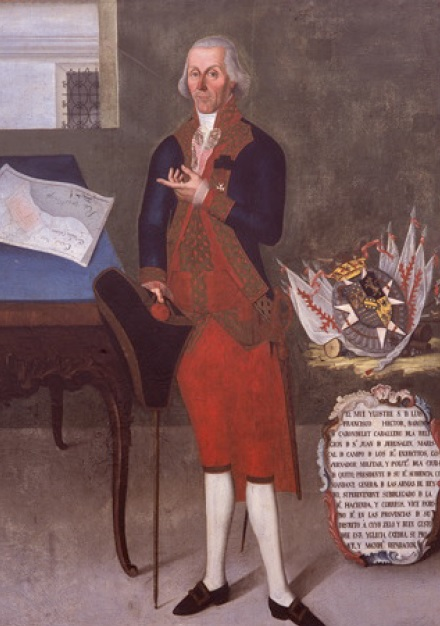
Barón de Carondelet

No hubo muchos habitantes en la Audiencia que tengan títulos nobiliarios otorgados por otras monarquías además de la española. Se recuerda el caso del Alexander von Humboldt, también conocido como el Barón de Humboldt que a inicios del siglo XIX emprendió varios viajes alrededor de Sudamérica con el objetivo de realizar importantes investigaciones científicas. En específico para la historia del Ecuador es importante sin embargo Francisco Luis Héctor también conocido como el Barón de Carondelet. En su honor el edificio presidencial de Ecuador se llama Palacio de Carondelet por las ampliaciones que hizo en su momento. también trabajaría para mejorar la catedral municipal, abrir un nuevo camino a Esmeraldas por Malbucho, en el norte de Ibarra y propondría importantes reformas al sistema universitario que después de la expulsión de los jesuitas, la escolástica de la Audiencia se encontraba en franca decadencia y las universidades tuvieron que ser fusionadas en una sola. El Barón de Carondelet tuvo un estilo de gobierno que suele ser encasillado como dentro del despotismo ilustrado, sin embargo se recuerdan sus logros hasta ahora, por su rol también en la independencia de Ecuador. Fue una de las figuras más importantes de la ilustración en Ecuador y se relacionó con importantes familias como los Montúfar, quienes fueron marqueses de Selva Alegre. También enfrentó el terremoto de Riobamba, ciudad importante por la cantidad de familias notables que tenían encomiendas en su alrededor por lo que se debió reubicar por completo la urbe después del desastre del 4 de febrero de 1797. Tras su muerte, sucedida en la ciudad de Quito durante el mes de agosto de 1807, fue sepultado en la bóveda de canónigos de la Catedral Metropolitana de esa ciudad. Sería sucedido en la Real Audiencia por Manuel de Urriés, a cuya familia correspondería el condado de Ruiz de Castilla.